# Dirphia lancea
Dirphia lancea är en fjärilsart som beskrevs av Butler 1871. Dirphia lancea ingår i släktet Dirphia och familjen påfågelsspinnare. Inga underarter finns listade i Catalogue of Life.